# Psicodinis
Psychodini és una tribu de dípters nematòcers de la família Psychodidae.

## Gèneres
- Chodopsycha
- Copropsychoda
- Falsologima
- Logima
- Psycha
- Psychana
- Psychoda
- Psychodocha
- Psychodula
- Psychomora
- Threticus
- Tinearia
- Ypsydocha